# Cola Song
«Cola Song» es una canción grabada por la cantante rumana Inna para la edición japonesa de su cuarto álbum de estudio homónimo (2015), Body and the Sun (2015). Fue lanzada el 15 de abril de 2014 por Atlantic Records, después de que la cantante firmara un contrato con el sello discográfico a principios de ese año. Inicialmente nombrada como «Soy Latinna», la pista cuenta con la colaboración del cantante colombiano J Balvin, quien escribió y produjo la canción junto con Andrew Frampton, Breyan Isaac, Thomas Joseph Rozdilsky y Andreas Schuller. Musicalmente, es una canción electro house con música latina y electrónica, que incorpora un saxofón y una trompa natural en su instrumentación, y elementos de la colaboración previa de Inna con Schuller en «Piñata 2014» (2013).
El sencillo ha recibido reseñas positivas por parte de los críticos de música. Aunque fue comparada con «Cola» (2012) de Lana Del Rey y la aparición de J Balvin a la de Colby O'Donis en «Just Dance» (2008) de Lady Gaga, muchas críticas señalaron que la canción era veraniega. Otras notaron su atractivo comercial, donde predijeron que el sencillo se convertiría en un éxito de verano junto a «I Luh Ya Papi» (2014) de Jennifer Lopez. «Cola Song» recibió una nominación en la categoría «Mejor Canción Pop-Dance» en los RRA Awards del 2015.
Comercialmente, el sencillo experimentó éxito en Europa, ingresando en el top 40 en varios territorios. En España, alcanzó el puesto número ocho en la lista PROMUSICAE, y recibió una certificación de platino tras vender 40,000 unidades. Para promover «Cola Song», un video musical fue filmado por John Perez en Barcelona y Costa Rica, y subido al canal oficial de Inna en YouTube el 14 de abril de 2014. El videoclip presenta a la cantante interpretando la canción con otras tres bailarinas de fondo o haciendo otras actividades en un escenario tropical. Fue aclamado por los críticos, quienes etiquetaron la apariencia de Inna como «sexy», «sugerente» y «lasciva», y fue nominado en la categoría «Mejor Video» en los Romanian Music Awards del 2014. Para una mayor promoción, la artista interpretó la pista en varias ocasiones, y fue usada para promover la Copa Mundial de Fútbol de 2014 e incluida en el videojuego Just Dance 2017.

## Antecedentes y lanzamiento

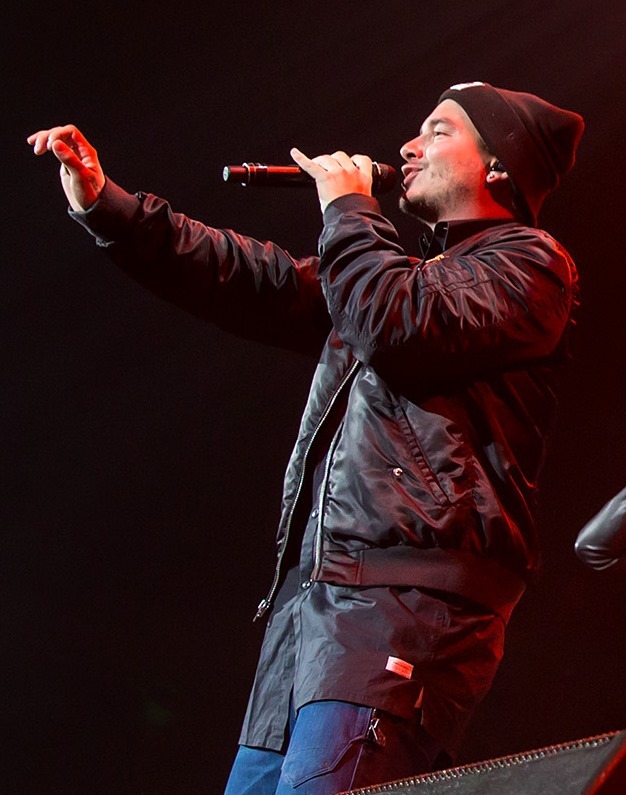
«Cola Song» presenta al cantante colombiano J Balvin (en la imagen) como artista invitado.

En 2014, Inna firmó un contrato de grabación con Atlantic Records para lanzar el sencillo el 15 de abril; sin embargo, un día antes se filtró a internet. En una entrevista con Direct Lyrics antes de estrenar «Cola Song», la cantante sintió que la pista era muy veraniega, y además confesó que pensó en colaborar con J Balvin después de escuchar su música durante sus giras por América Latina. El sencillo fue inicialmente llamado «Soy Latinna», pero después de que Inna presentara la pista a un grupo privado de amigos, querían que ella cantara «Cola Song»—un título que ellos crearon—diez veces más para ellos, lo que hizo que la artista decidiera cambiar el nombre.
La portada del sencillo fue revelada antes del lanzamiento de la canción, y muestra a Inna posando en bikini. Umberto Olivio de RnB Junk predijo que esta imagen precedería un sonido similar a las canciones anteriores de Inna «Caliente» (2012) y «More than Friends» (2013). «Cola Song» fue incluida primero en la edición estadounidense de su tercer álbum de estudio, Party Never Ends (2013), y más tarde, fue lanzada como el primer sencillo de la edición japonesa de su cuarto álbum Inna (2015), titulada Body and the Sun (2015). La pista fue distribuida por Atlantic Records el 15 de abril de 2014 simultáneamente a iTunes Store en varios países. La canción también se encuentra en la edición completa de Inna, estrenada en 2020 a través de SoundCloud.

## Composición
«Cola Song» fue escrita por J Balvin, Andrew Frampton, Breyan Isaac, Thomas Joseph Rozdilsky y Andreas Schuller, mientras que la producción fue manejada por el artista colombiano junto con Rozdilsky y Schuller. Con la participación de J Balvin como artista invitado, la canción incorpora elementos de la colaboración previa de Inna con Schuller en «Piñata 2014» (2013). Musicalmente, es una pista electro house y retrata una «mezcla sutil» de música electrónica y latina. Según el sitio web alemán Dance Charts, «Cola Song» presenta sonidos de «house rumano típico», junto con un bajo e «instrumentos naturales» como un saxofón. Bradely Stern de MuuMuse escribió que la canción incorpora una «trompa pesada», reminiscente a «Talk Dirty» (2013) del cantante estadounidense Jason Derulo. A través de las letras, Inna canta: «We got that Coca-Cola bottle shape, shape, shape. We got that sugar, do you wanna taste, taste, taste?»—en español: Tenemos esa botella de Coca-Cola batida, batida, batida. Tenemos esa azúcar, quieres probar, probar, probar?—; una línea que fue asociada con la colaboración final de la cantante con Pepsi.

## Recepción

### Crítica
Tras su lanzamiento, la canción ha recibido reseñas positivas por parte de los críticos de música. Mientras que Sebastian Wernke-Schmiesing, del sitio web Dance Charts, esperó que «Cola Song» sería un «éxito potencial» y elogió su refrán «pegadizo», el portal alemán Hitfire etiquetó su título como «simple» y «cursi», notando además letras «sin sentido» y un ritmo «memorable». Bradely Stern  de MuuMuse describió a «Cola Song» como «amigable fresca y veraniega», y además la llamó «La [oda] más cautivadora y pegadiza al refresco desde — bueno, 'Soda Pop' de Godneys, y 'Cola' de Lana Del Rey por supuesto». Stern también comparó la contribución de J Balvin en la pista con la de Colby O'Donis en «Just Dance» (2008) de Lady Gaga, y dijo que la canción se convertiría en un éxito veraniego junto con «I Luh Ya Papi» (2014) de Jennifer Lopez. Jaromír Koc, del sitio web checo Musicserver, elogió el ritmo y etiquetó el saxofón en la canción como «lo más agradable». El sitio web alemán Salsa und Tango incluyó a «Cola Song» en su lista de «Éxitos del Verano 2014». «Cola Song» recibió una nominación en la categoría «Mejor Canción Pop-Dance» en los RRA Awards de 2015.

### Comercial
Mientras que la canción fue moderadamente exitosa en las listas de Bélgica, alcanzó el puesto número 14 en Bulgaria, permaneciendo en esa posición durante dos semanas consecutivas a partir de un total de nueve. La pista alcanzó el número 70 en la lista Rádio Top 100 de República Checa y el número 15 en Finlandia después de dos ediciones. «Cola Song» fue menos exitoso en Alemania, donde ingresó en el top 80 por una semana, pero obtuvo fama en España. Debutó en el número 40 en la lista PROMUSICAE y continuó ascendiendo hasta alcanzar la posición 11. Aunque descendió una posición en su siguiente semana, la pista alcanzó su punto máximo en el número ocho luego de dos ediciones. «Cola Song» recibió una certificación de platino en ese territorio a principios de 2015 tras vender 40,000 unidades. La canción ingresó en el top 40 en varios países como Eslovaquia, Turquía, Hungría, Rumania, Suiza y México, alcanzando además el top 10 en la lista Dance Top 40 de Polonia y la lista FDR Top 40 de Ucrania.

## Video musical
Un video musical de acompañamiento para el sencillo fue subido al canal oficial de Inna en YouTube el 14 de abril de 2014. Un videoclip adicional donde la canción fue reproducida para unas personas anónimas en Hollywood, Florida se estrenó el 3 de abril de 2014, y un detrás-de-escenas fue lanzado el 9 de abril de 2014. El video oficial fue filmado en Barcelona y Costa Rica por John Perez, quien ha trabajado previamente con la cantante colombiana Shakira, la artista barbadense Rihanna y la intérprete estadounidense Beyoncé.
El video empieza con Inna caminando en bikini y J Balvin haciendo movimientos de rap, luciendo una camiseta y pantalones negros junto con zapatos rojos. Posteriormente, se ve a la cantante en una coreografía sincronizada con dos bailarinas mientras luce un traje de baño blanco. Para la segunda estrofa de la canción, Inna hace aparición en un todo oscuro donde nada en un cuerpo de agua, posando en topless o bailando junto con personas mostradas al principio. Mientras J Balvin contribuye con sus versos de rap, el video termina con Inna mirando a la cámara antes de que la pantalla se oscurezca. Escenas intercaladas en la trama principal presentan a la cantante jugando en la arena y tocando su cuerpo, con tomas en ángulo de ella de pie sobre una roca, y personas con instrumentos en las manos.
El portal de música Dance Charts le dio una reseña positiva al videoclip, aunque expresó que «los espectadores pueden olvidarse de la música al mirarlo». Haciéndose eco de este pensamiento, Hitfire escribió además que es «seguramente un contendiente para el video más caliente del año». Mientras que la revista alemana Klatsch-Tratsch notó «Mucho encanto, piel desnuda y grandes movimientos» en el video, Kevin Apaza de Direct Lyrics señaló a Inna «haciendo alarde de su cuerpo caliente y humeante mientras absorbe el sol en la playa, [se moja] en un lago y [realiza] coreografías sensuales». El sitio web MuuMuse escribió que el videoclip es «bastante importante para mostrar los movimientos feroces de Inna y sus actos lujuriosos, incluida su forma de Coca-Cola y, especialmente, su batido de Coca-Cola», mientras que las publicaciones francesas Purebreak y Pure People notaron la pose «sugerente» y «lasciva» de Inna en sus trajes de baño. El portal Cosmopolitan Staragora comparó el video musical a los trabajos previos de la cantante, ya que «aparece con poca ropa en paisajes paradisíacos: laguna azul marino, puesta de sol, arena blanca y fina, muchachas bonitas [...]». El sitio web español Jukebox escribió que Inna «[evoca] la similitud entre sus formas curvilíneas y las de una botella de Coca-Cola. No está claro si es un anuncio para la bebida o no, pero no hay duda de que este video fresco y veraniego promueve el consumo de la bebida no alcohólica», junto con señalar que la artista «brilla en trikini» y «baila al más puro estilo latino.». El portal de música Musicserver fue más negativo con respecto al videoclip; si bien afirmaba que «probablemente complacerá a los fanáticos masculinos», el sitio web concluyó, «Todo el mundo ya sabe que es sexy, entonces, por qué ofrecer lo mismo por décima vez?» El video musical recibió una nominación en la categoría «Mejor Video» en los Romanian Music Awards de 2014.

## Presentaciones en vivo y otros usos
«Cola Song» estuvo presente en la lista de varios conciertos para promover el álbum de la cantante Inna y su edición japonesa Body and the Sun en Europa y Japón. Ella también interpretó la pista en el Festival Alba Fest en Alba Iulia, Rumania, y en el World Trade Center Ciudad de México. En ambas ocasiones, la artista también interpretó un cover de la canción de Justin Bieber «Love Yourself» (2015) y una versión acústica de su sencillo «Endless» (2011) en México. Inna también fue la encargada de abrir el Festival Untold en 2016, y subió dos videos a YouTube donde interpreta versiones reducidas de la pista—uno como parte  de su serie «Rock the Roof» en el techo de un edificio en Venice Beach, California, y otro en una orquesta en los estudios Global. Inna también presentó la canción en los Premios Telehit de 2018. «Cola Song» fue usada para la película de comedia de acción estadounidense Spy (2015) y para promover la Copa Mundial de Fútbol de 2014, siendo incluida en su banda sonora. El sencillo también fue promovido en el videojuego FIFA 15, El sencillo fue presentado en el videojuego de baile Just Dance 2017, y el cantante rumano George Papagheorghe personificó a Inna e interpretó la pista para el show de talentos rumano Te cunosc de undeva!.

## Formatos
- Versiones oficiales[62]

1. «Cola Song» (featuring J Balvin) – 3:18
2. «Cola Song» (featuring J Balvin) [Whyel Remix] – 3:56
3. «Cola Song» (featuring J Balvin) [ZooFunktion Remix] – 4:06
4. «Cola Song» (featuring J Balvin) [Lookas Remix] – 2:58

## Posicionamiento en listas
| Alemania        | Official German Charts  | 77  |
| Bélgica         | Ultratip Wallonia       | 9   |
| Bélgica         | Ultratop Wallonia Dance | 31  |
| Bulgaria        | Singles Top 40          | 14  |
| Ecuador         | National-Report         | 64  |
| Eslovaquia      | Rádio Top 100           | 14  |
| Eslovaquia      | Singles Digitál Top 100 | 91  |
| Eslovenia       | SloTop50                | 46  |
| España          | PROMUSICAE              | 8   |
| Finlandia       | Suomen virallinen lista | 15  |
| Hungría         | Dance Top 40            | 31  |
| Italia          | FIMI                    | 93  |
| México          | Mexico Español Airplay  | 40  |
| Polonia         | Dance Top 50            | 10  |
| República Checa | Rádio Top 100           | 70  |
| Rumania         | Airplay 100             | 34  |
| Rusia           | Tophit                  | 154 |
| Suiza           | Schweizer Hitparade     | 36  |
| Turquía         | Turkish Singles Chart   | 17  |
| Ucrania         | FDR Top 40              | 10  |

| España  | PROMUSICAE   | 44 |
| Polonia | Dance Top 50 | 5  |
| Rumania | Media Forest | 77 |

## Certificaciones
| País | Certificación | Ventas |
| --- | ------------- | ------ |
| España (PROMUSICAE) | Platino       | 40,000 |
| ^cifras de envíos basadas únicamente en la certificación xcifras no especificadas basadas únicamente en la certificación |               |        |

## Historial de lanzamiento
| Región         | Fecha               | Formato          | Discográfica |
| -------------- | ------------------- | ---------------- | ------------ |
| Francia        | 15 de abril de 2014 | Descarga digital | Atlantic     |
| Alemania       | 15 de abril de 2014 | Descarga digital | Atlantic     |
| Italia         | 15 de abril de 2014 | Descarga digital | Atlantic     |
| Japón          | 15 de abril de 2014 | Descarga digital | Atlantic     |
| Países Bajos   | 15 de abril de 2014 | Descarga digital | Atlantic     |
| Rumania        | 15 de abril de 2014 | Descarga digital | Atlantic     |
| Rusia          | 15 de abril de 2014 | Descarga digital | Atlantic     |
| Reino Unido    | 15 de abril de 2014 | Descarga digital | Atlantic     |
| Estados Unidos | 15 de abril de 2014 | Descarga digital | Atlantic     |